# Arturo Michelena

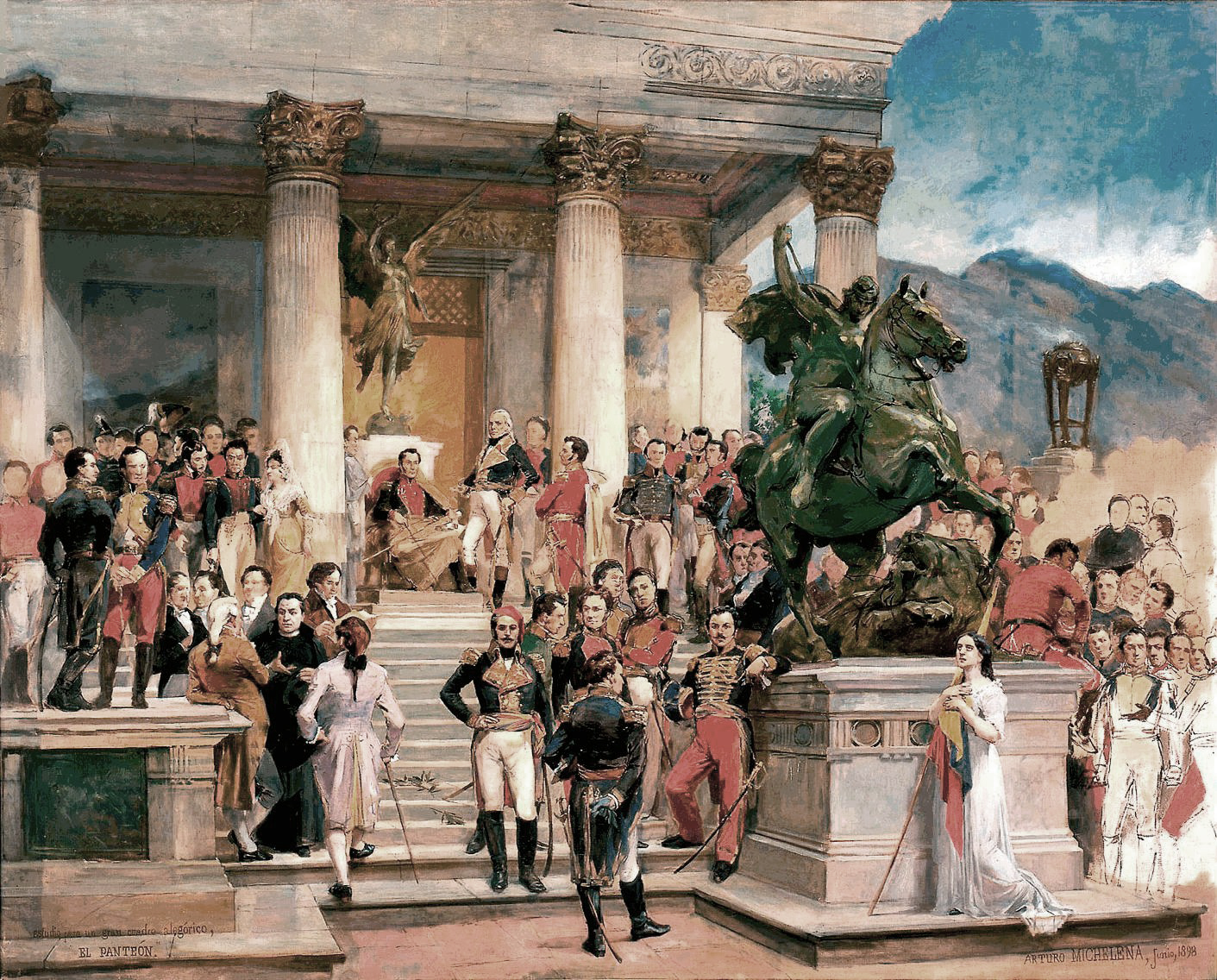
El Panteon de los Heroes, 1898

Francisco Arturo Michelena Castillo (Valencia, 16 de junho de 1863 – Caracas, 29 de julho de 1898) foi um pintor venezuelano conhecido por suas cenas históricas, de gênero e retratos.

## Biografia
Seu pai, Juan Antonio Michelena (1832–1918), também era pintor. Sua mãe, Socorro Castillo (1839–1909), era filha do muralista Pedro Castillo.
Ele começou a pintar muito cedo, com lições de seu pai. Em 1874, com apenas 11 anos, desenhou as ilustrações para a edição americana de Costumbres Venezolanas (Costumes Venezuelanos) do jornalista Francisco de Sales Pérez (1836–1926), que se tornou seu patrocinador e o apresentou ao círculo de pessoas influentes associadas ao estadista Antonio Guzmán Blanco, na esperança de conseguir uma bolsa de estudos. Mais tarde, ele recebeu lições de uma pintora emigrante francesa chamada Constanza de Sauvage, que havia sido aluna de Eugène Devéria.
De 1879 a 1882, ele e seu pai dirigiram uma academia privada de pintura em Valencia; realizando encomendas de retratos, pinturas de parede e cópias de obras dos Velhos Mestres. Em 1883, essa experiência permitiu que ele inscrevesse duas pinturas na "Grande Exposição do Centenário do Nascimento de El Libertador" (Simón Bolívar), onde foi premiado com uma medalha de prata.
Dois anos depois, recebeu uma bolsa governamental para estudar na Europa. Ele viajou para Paris acompanhado de Martín Tovar y Tovar, onde se matriculou na Académie Julian e teve aulas com Jean-Paul Laurens. Incentivado por Laurens, participou do Salão de Paris de 1887 com uma pintura chamada "A Criança Doente" (El niño enfermo), que recebeu uma medalha de ouro na segunda classe; a maior honra concedida a um estrangeiro até então. Anos depois, a pintura foi adquirida pela família Astor e levada para Nova York. Ele recebeu outra medalha de ouro na Exposição Universal de 1889 por sua representação de Charlotte Corday indo para a guilhotina.
Nesse mesmo ano, ele retornou repentinamente à Venezuela e, pouco depois, casou-se com Lastenia Tello de Michelena, uma conhecida colecionadora de arte. Depois disso, ele e sua esposa voltaram para Paris. Em 1890, foi contratado para fazer ilustrações para Hernani, de Victor Hugo. Também recebeu uma encomenda do governo venezuelano para criar uma obra que seria apresentada à cidade de Nova York, em agradecimento pela hospitalidade oferecida ao General José Antonio Páez durante seu exílio. Ele produziu "Vuelvan Caras" (Reviravoltas), representando o General na Batalha de Las Queseras del Medio.
Ele contraiu tuberculose em 1892 e, por recomendação de seus médicos, retornou mais uma vez à Venezuela. Lá, pintou retratos de moda e foi nomeado pintor oficial do presidente Joaquín Crespo, recebendo uma importante encomenda para pintar decorações no Palácio de Miraflores, residência oficial.
Ele faleceu de tuberculose em 1898, com apenas 35 anos, deixando várias obras inacabadas.

## Galeria

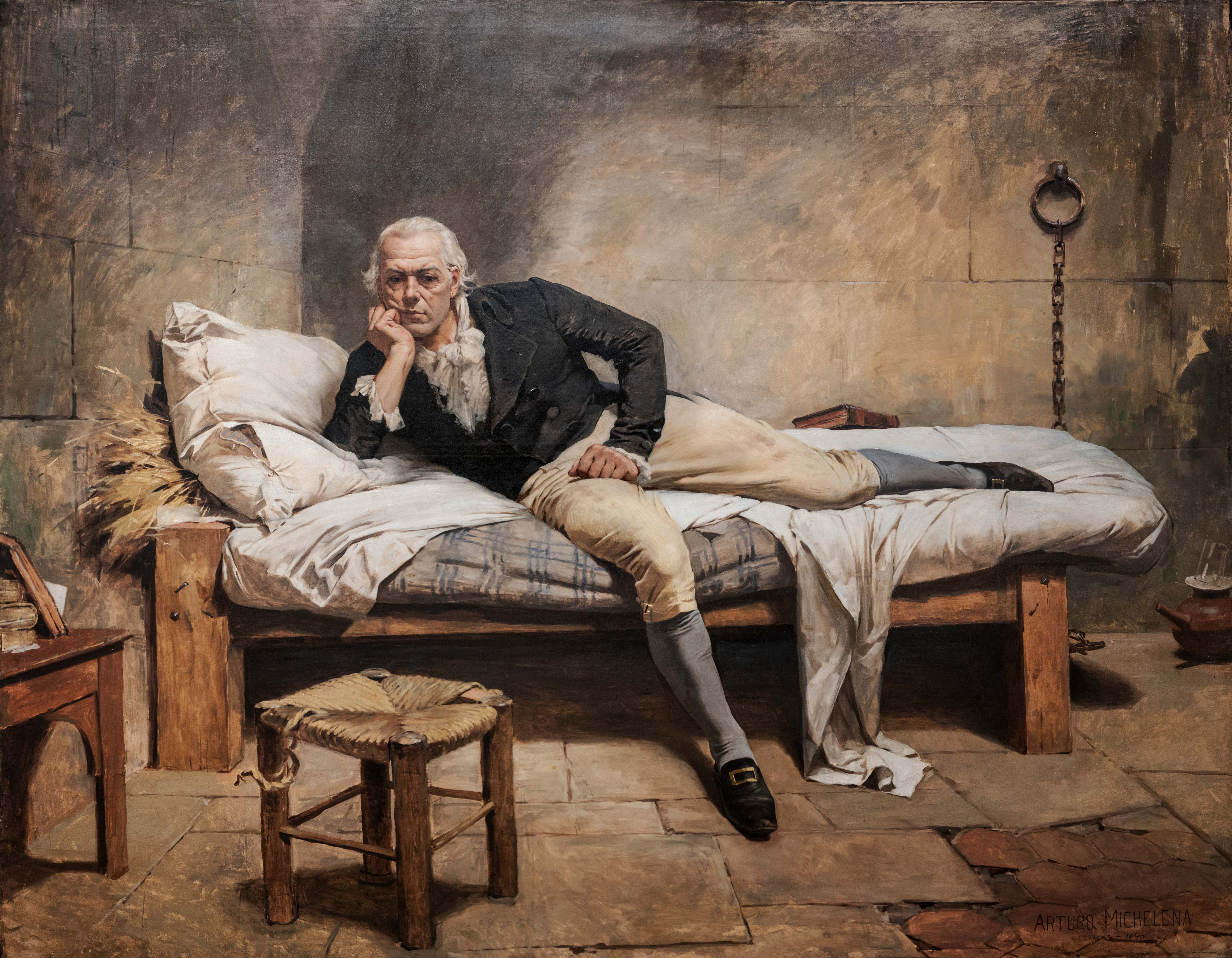
Miranda em La Carraca, 1896
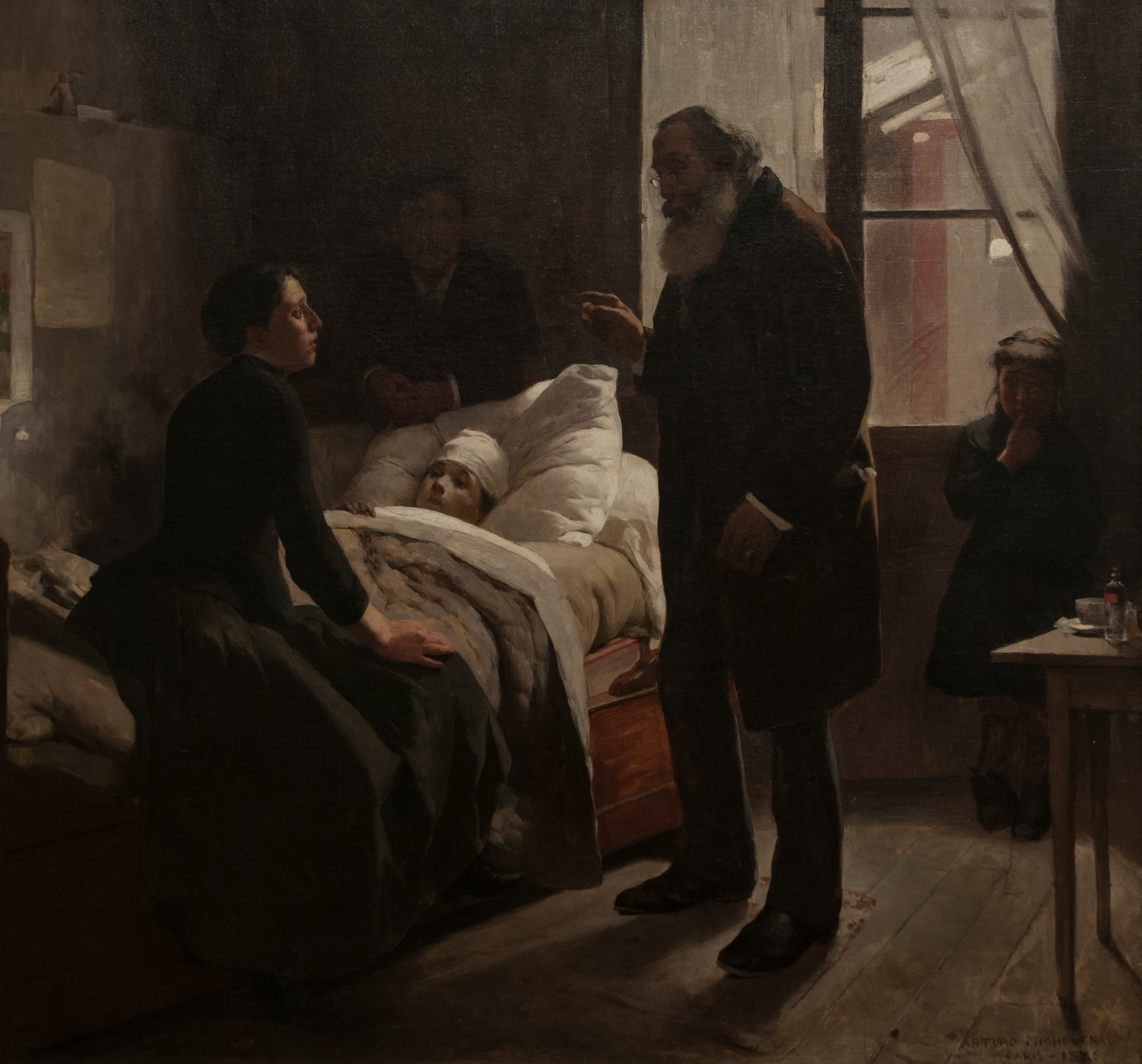
El niño enfermo (A Criança Doente), 1886
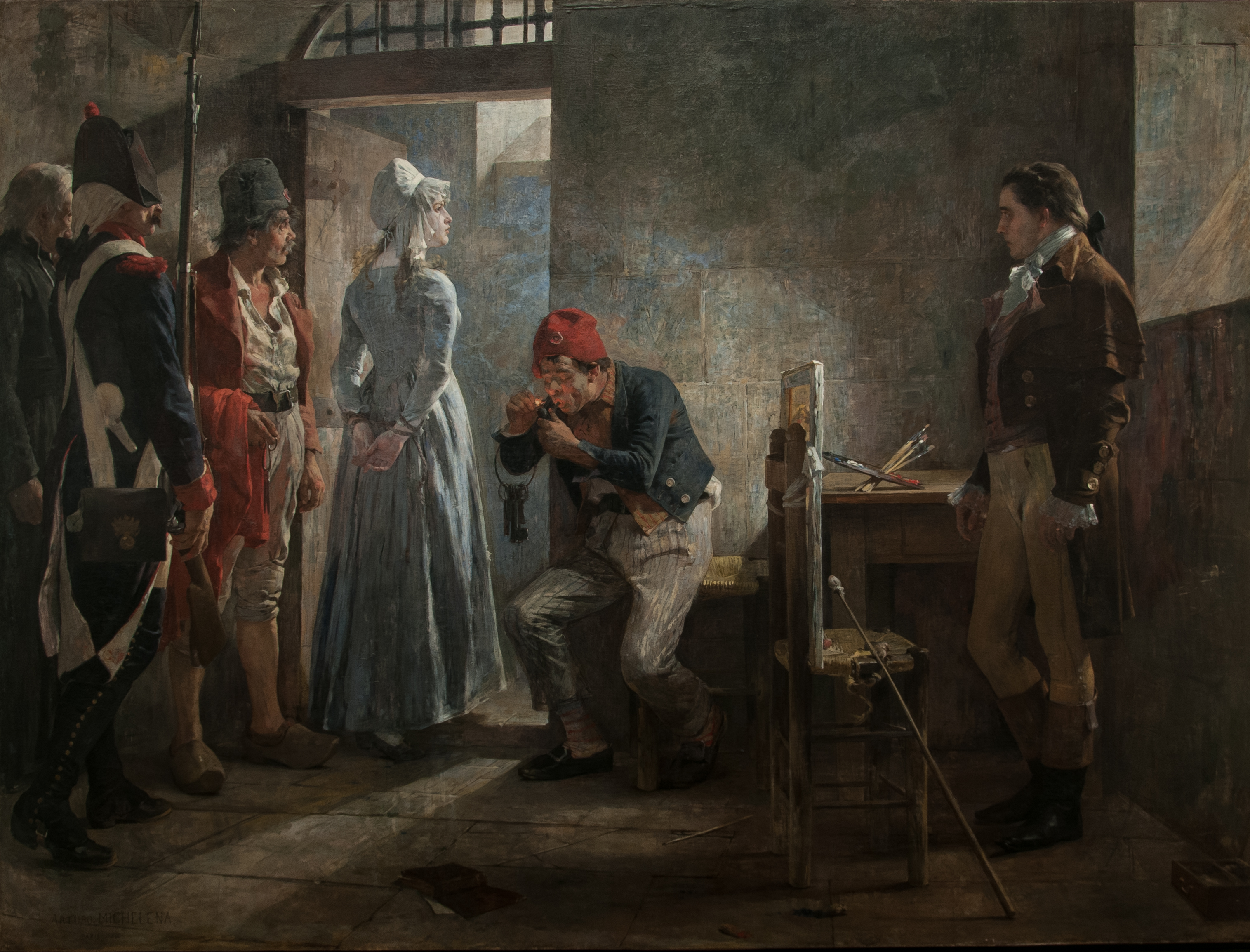
Charlotte Corday, 1889
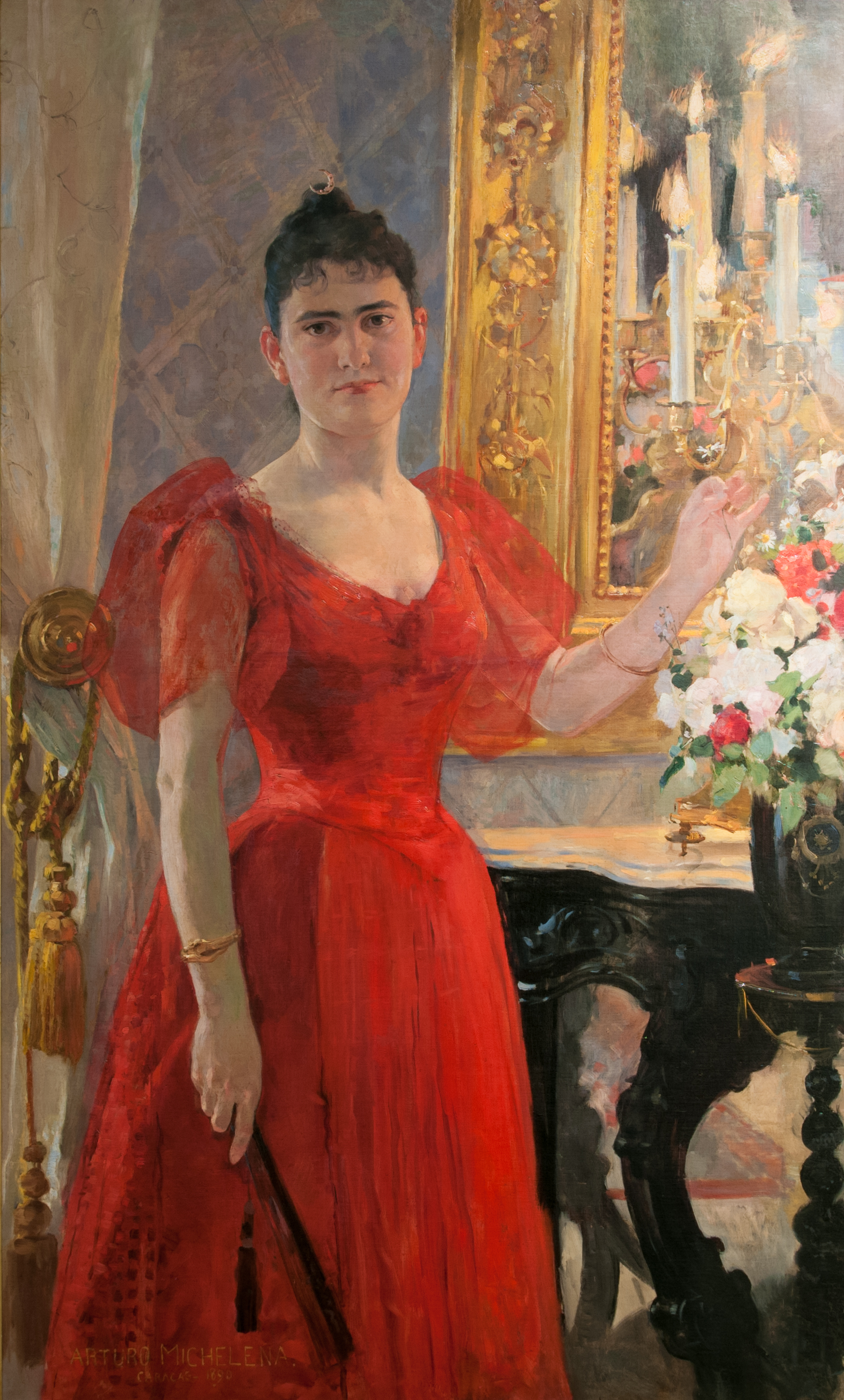
Retrato de sua esposa, Lastenia, 1890
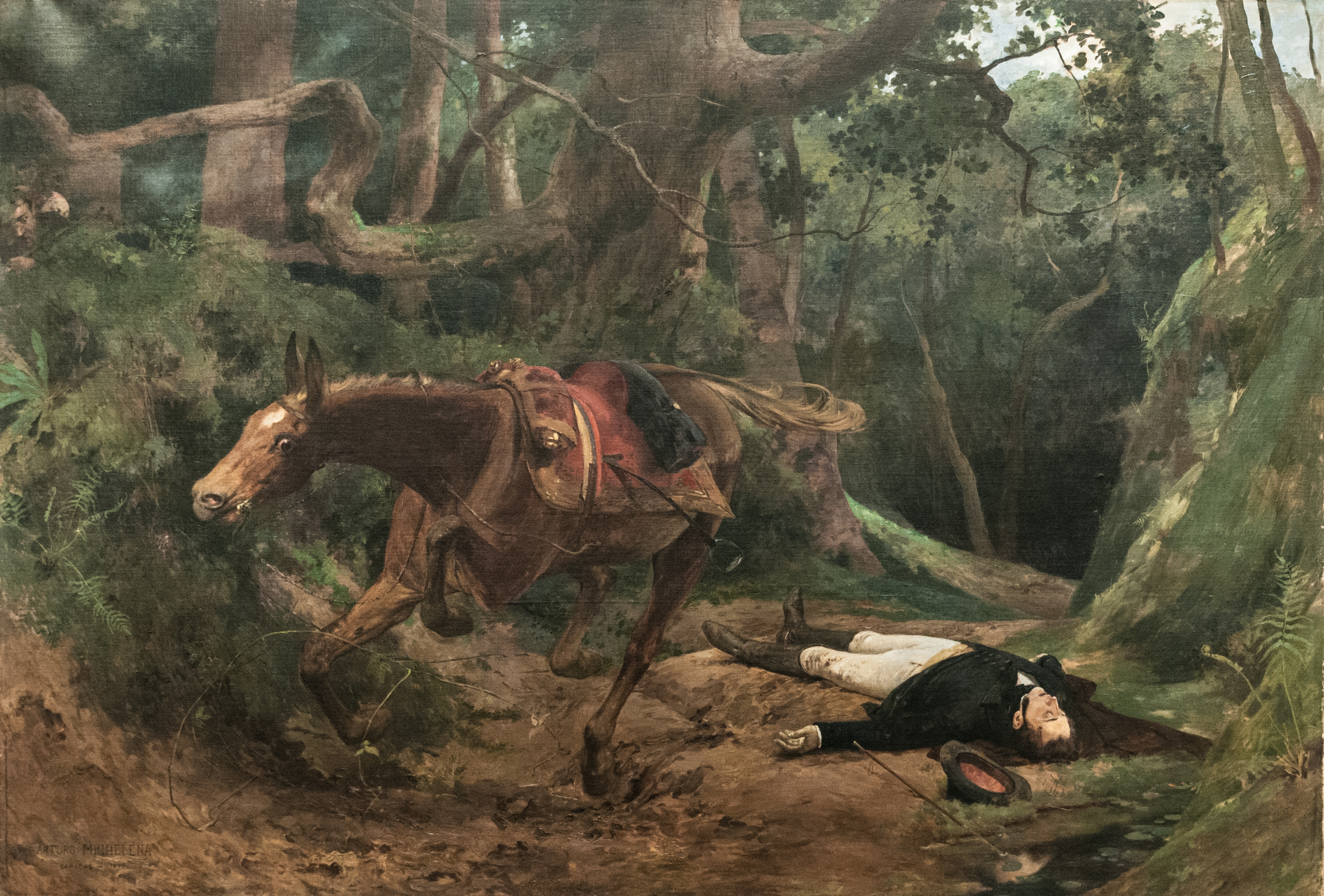
A morte de Sucre em Berruecos, 1895
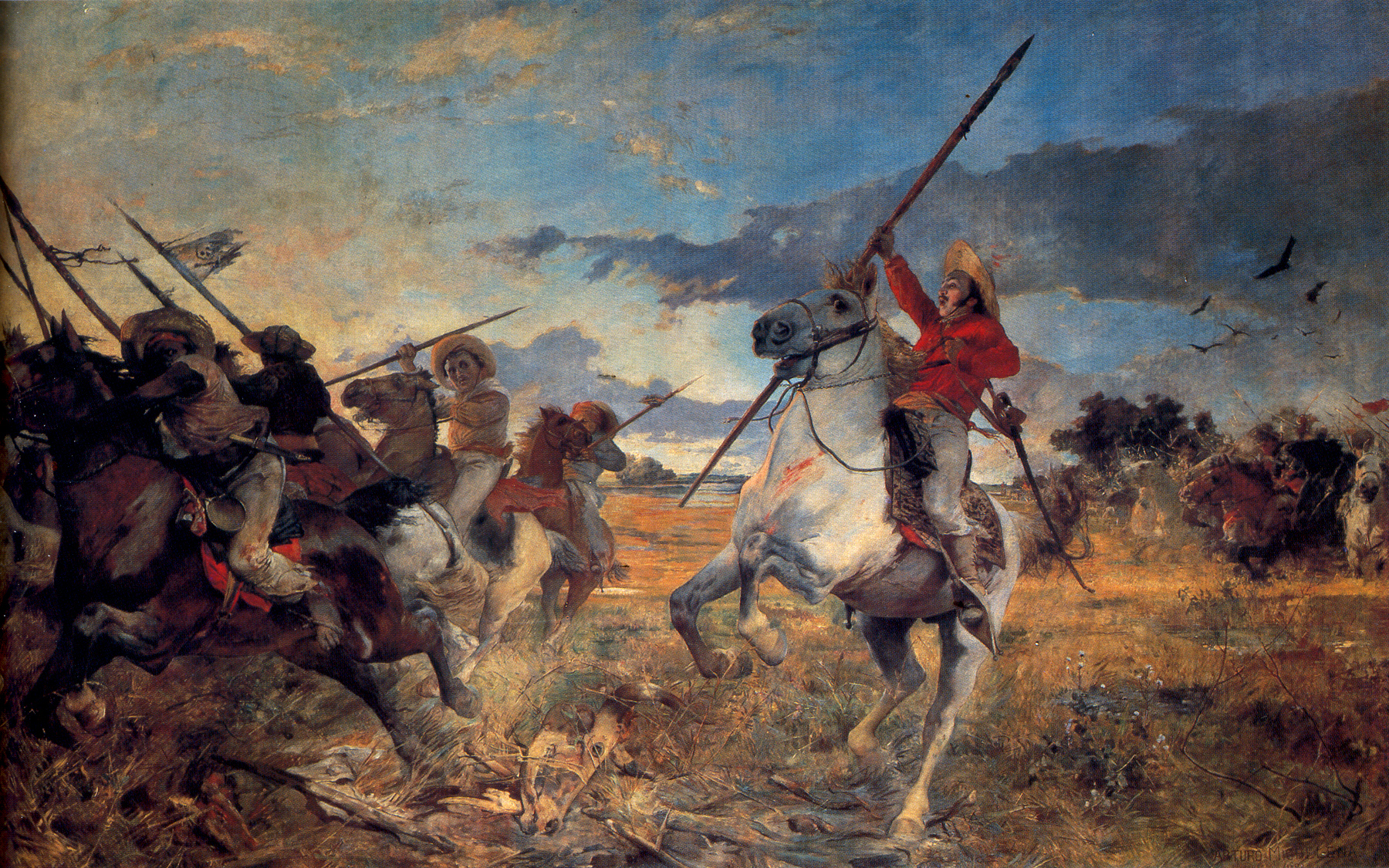
Vuelvan Caras, 1890
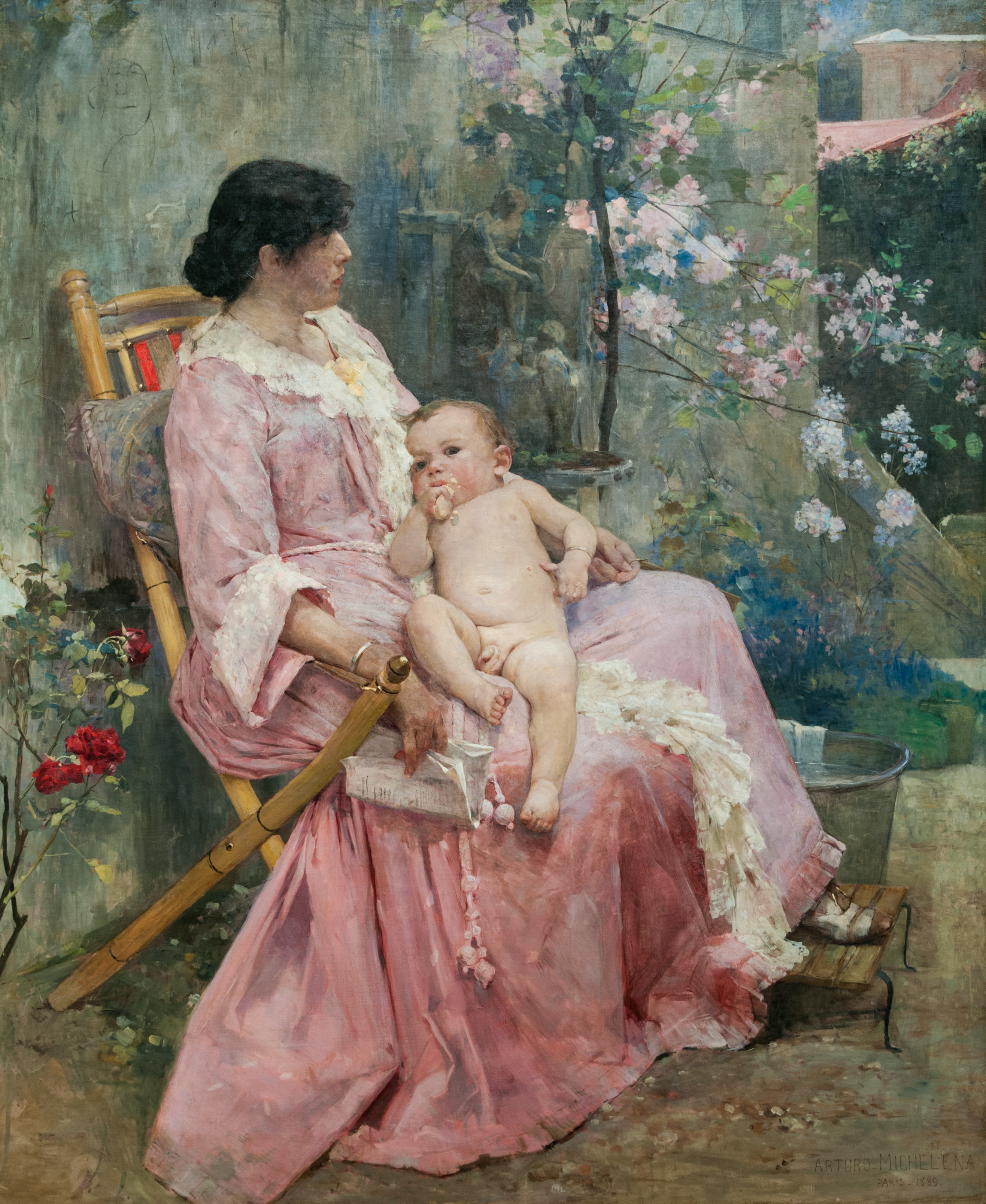
La joven madre (A Jovem Mãe), 1889